# Руско језеро (Псковска област)
Руско језеро (рус. Русское озеро) слатководно је језеро глацијалног порекла смештено на крајњем истоку Бежаничког рејона, уз саму границу са Холмским рејоном, на истоку Псковске области, односно на западу европског дела Руске Федерације. Језеро се налази у басену реке Порусје преко које је повезано са басеном Ловата и Балтичким морем.
Акваторија језера обухвата површину од око 4,2 км², просечна дубина воде у језеру је око 3,5 метара, док је максимална дубина до 5,5 метара. Ка језеру се одводњава подручје површине око 23 км². Површина језера налази се на надморској висини од 95 метара.
Језеро се налази на територији Полистовског резервата природе.